# Cipriano Cassamá
Cipriano Cassamá (ur. w 1959 w Buli w regionie Cacheu) – gwinejski polityk, członek Afrykańskiej Partii Niepodległości Gwinei i Wysp Zielonego Przylądka. Od sierpnia 2008 do stycznia 2009 minister spraw wewnętrznych, od 16 czerwca 2014 przewodniczący Narodowego Zgromadzenia Ludowego.